# Inelul Unicornului

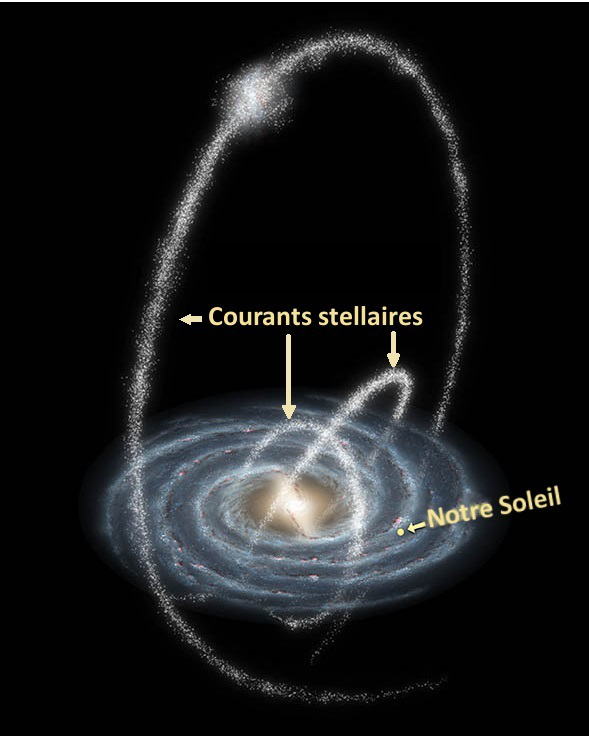
Vedere artistică a curenţilor stelari din Calea Lactee.

Inelul Unicornului, cunoscut și sub numele de Curentul Unicornului, Supradensitatea Unicornului (în engleză Monoceros Overdensity) și Structura Stelară a Anticentrului Galactic (în engleză: Galactic Anticenter Stellar Structure), este un lung și complex filament de stele care înconjoară Calea Lactee. 

## Caracteristici fizice
Descoperit în 2002, Inelul Unicornului are circa 200.000 de ani-lumină (a.l.) lungime și conține circa 100 de milioane de mase solare ({\displaystyle M_{\odot }}). Înconjoară Centrul Galactic la o distanță de circa 16,5 ± 1,5 kpc (∼53 800 a.l.)

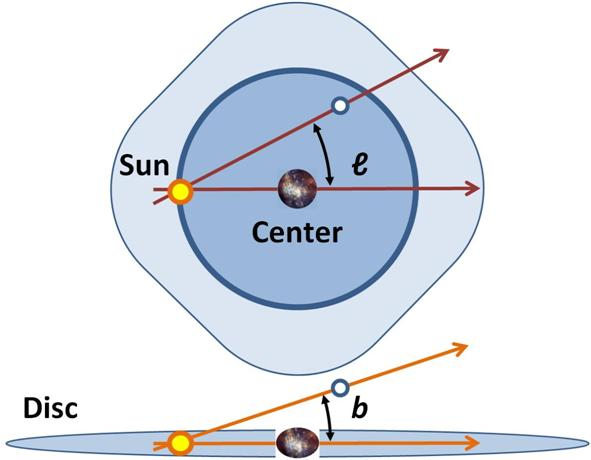
Schemă care arată poziţionarea coordonatelor galactice.

## Observații
...
Inelul Unicornului a fost descoperit în 2002 prin observațiile făcute în programul Sloan Digital Sky Survey.

## Origini
Diverse ipoteze încearcă să stabilească originea Inelului Unicornului. Potrivit acestor ipoteze, însăși forma structurii este pusă în cauză.
Una dintre ele afirmă că inelul ar fi un component al unui curent stelar izvorât din fuziunea unei galaxii cu Calea Lactee. O altă ipoteză pretinde că inelul nu este unul, ci mai degrabă un component al formei ondulate a discului galactic.

### Vestigii ale unei fuziuni galactice

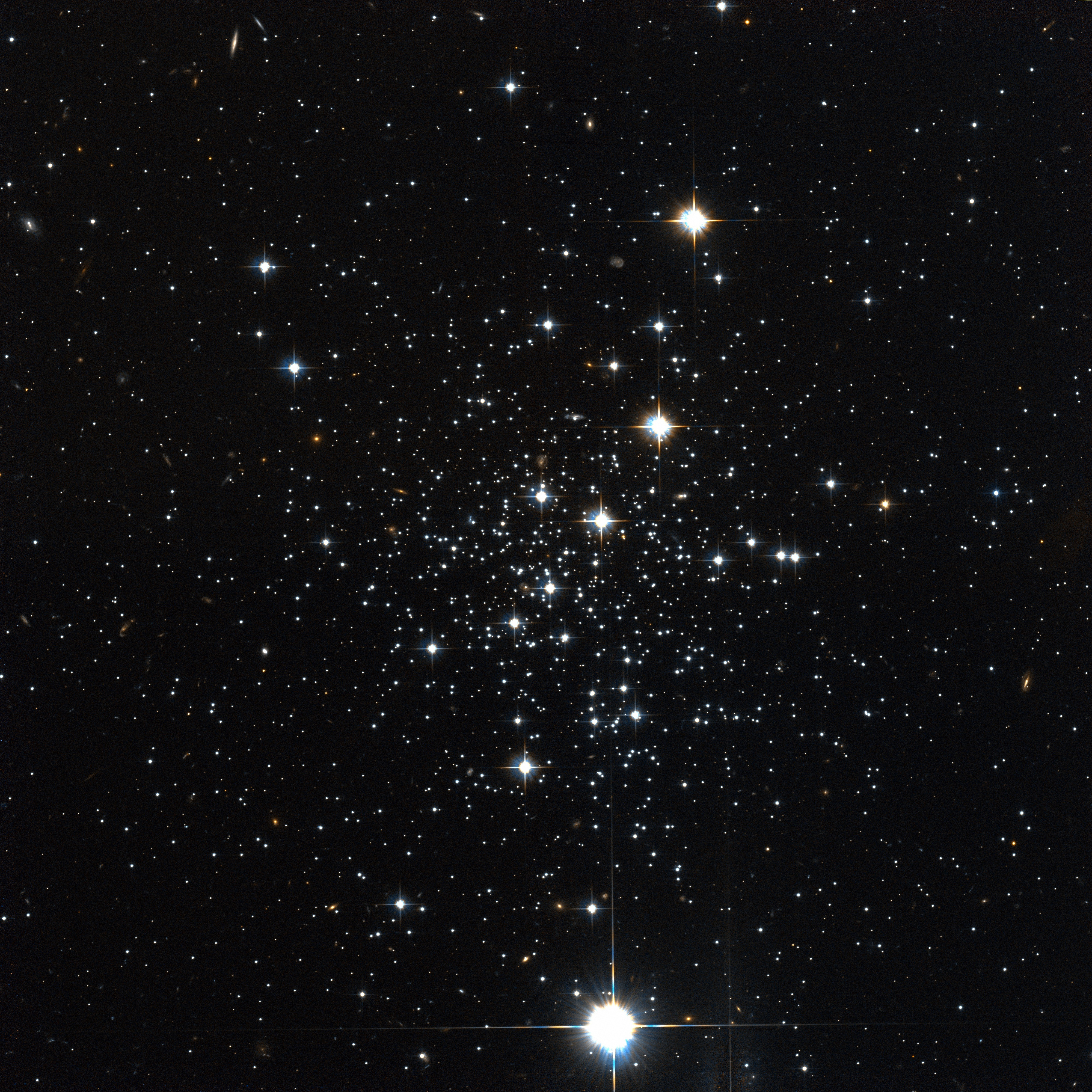
Galaxia Pitică din Săgetătorul.

Brațele spirale și curenții stelari din Calea Lactee ar putea fi rezultatul unui impact cu o galaxie mai mică.
Inelul Unicornului ar putea fi rezultatul fuziunii Galaxiei Pitice din Câinele Mare sau a Galaxiei Pitice din Săgetătorul cu Galaxia Noastră (Calea Lactee). Astfel, în 2011, cercetători au publicat în revista Nature simulări informatice ale fuziunii dintre Calea Lactee și Galaxia Pitică din Săgetătorul, fuziuni care arată crearea de inele.

### Galaxie ondulată

Hartă stelară a mediului din apropierea Soarelui, cuprinzând cele 2000 de stele mai strălucitoare, după releveurile satelitului Hipparcos. Discul galactic este pus în evidenţă prin densitatea stelelor strălucitoare din centrul imaginii.

În 2006, un studiu utilizând datele 2MASS repune în cauză natura inelului. Aceste date nu permit să se confirme structura în formă de inel și nici să se lege acesta din urmă cu un curent stelar. Autorii afirmă că acest gen de supradensitate este frecvent în galaxiile cu discuri deformate și evazate. Alți membri ai comunității științifice au afirmat că structura Inelului Unicornului nu este mai mult decât o supradensitate produsă de evazarea  și deformarea Căii Lactee.

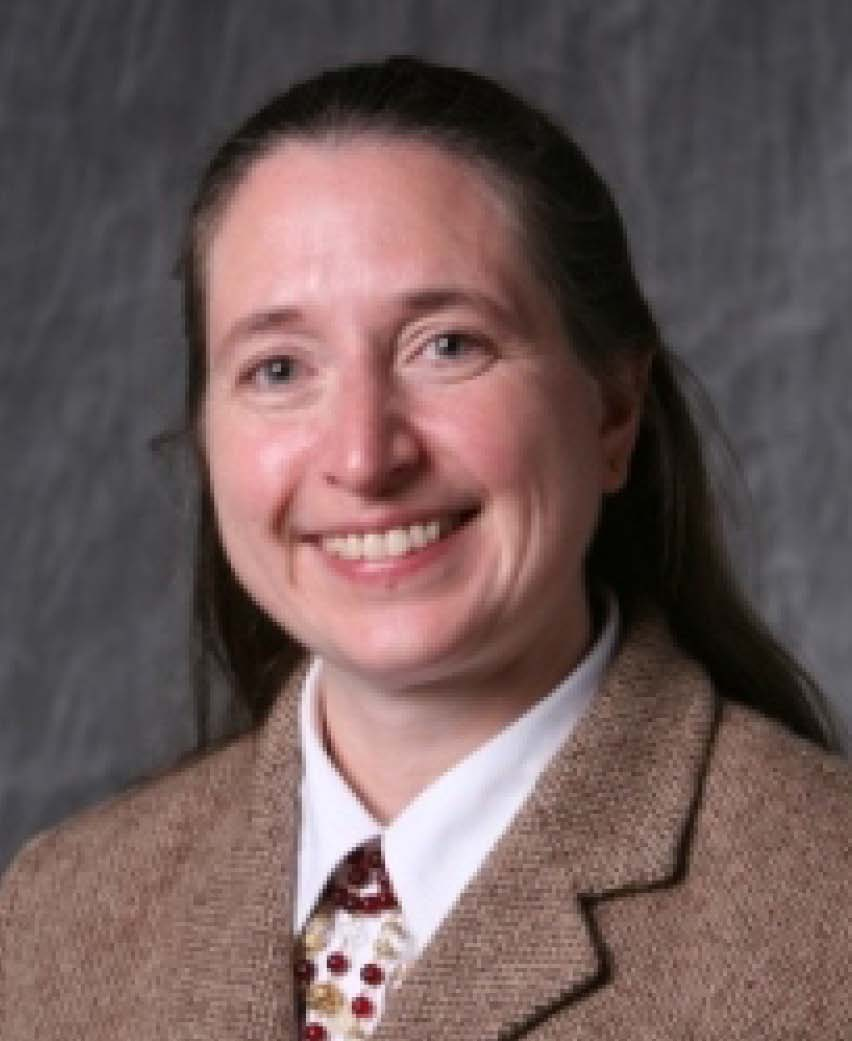
Astrofiziciana Heidi Jo Newberg de la Institututul Politehnic Rensselaer.

În 2015, un studiu făcut de Heidi Jo Newberg et al., după o nouă triere și o examinare a datelor oferite de Sloan Digital Sky Survey, sugera că Galaxia Noastră este în momentul de față cu 50% mai mare decât este admis în mod general. Forma galaxiei este și ea revăzută. Discul galactic ar fi mai degrabă ondulat decât plat. Astfel, ar fi cel puțin patru ondulații în discul Căii Lactee. După aceste noi dimensiuni, Inelul Unicornului traversează discul.
Un mod de a înțelege acest lucru este să-ți imaginezi că te afli pe ocean când valurile sunt foarte înalte, sau la capătul unui teren vălurit. Creșterea următoare a valurilor sau celelalte dealuri ar bloca vederea a ceea ce se află dincolo. În aceeași optică, creșterea următoare în structura galactică blochează vederea a ceea ce se află dincolo. Este, se pare, o parte importantă a discului galactic. Bazat pe distanța Inelului Unicornului, diametrul Căii Lactee ar crește astfel de la 100.000-120.000 a.l. până la 150.000-180.000 a.l.
Inelele galactice ar fi astfel ondulări care aparțin discului galactic, iar nu unor structuri independente de acesta din urmă.
Totuși, observațiile care provin de la Telescopul Anglo-Australian, publicate în 2007, sugerează că un disc deformat nu poate crea structura observată. Ea ar fi mai degrabă creată fie de o erupție a discului galactic, fie ar avea o origine extragalactică.